# 武汉站货车外绕线
武汉站货车外绕线是武汉铁路枢纽内一条货运铁路。线路北起天兴洲长江大桥南岸的滠武铁路楠栂庙线路所，向东跨武九线，终到武昌东站客场接入武九铁路正线，全线为双线电气化铁路，设计时速120公里，上行线长7.011公里，下行线长7.643公里。武汉火车站货车外绕线与京广货线、滠武线、南环东二联络线、武昌南环线、南湖大花岭联络线共同组成武汉铁路枢纽内新的货运通道，本线开通后，滠武线货运列车得以不穿过武汉站普速场。随着武汉北站于2009年5月投入使用，原在武汉长江大桥通行的80多对货运列车改道，占到原先武汉市区货运列车的近六成，减少了市区内火车带来的噪音和粉尘污染，也使长江大桥大大减负。

## 历史
2007年8月18日，武汉站货车外绕线及武昌东编组站南疏解工程在洪山区九峰山下开工建设，由中国铁路工程总公司所属中铁七局承建。工程总用地剖面积约1897亩，需建造特大桥8座、大桥2座，包括武汉站货车外绕线、南环改线、武汉站至武东普客左右线、天兴洲大桥至武汉站普客左右线和客运专线铺架、何刘上行联络线（武九右线）等，全线包含特大桥6座、大桥2座、中小桥20座、涵洞及5个站场改造等，还将拆除楠栂庙站，改造老武东站、武昌东站、何刘站，工程总造价约9.2亿元。